# Johann Wilhelm Mannagetta von Lerchenau
Johann Wilhelm Mannagetta von Lerchenau (* 14. Oktober 1785 in Wien; † 15. Oktober 1843 ebenda) war ein österreichischer Bankfachmann und Schriftsteller.

## Leben
Johann Wilhelm Ritter Mannagetta von Lerchenau war der Sohn von Philipp Jacob Ritter Mannagetta von Lerchenau. Johann W. studierte in Wien und Olmütz Philosophie und Jus und trat 1805 in Olmütz in den Staatsdienst ein. 1810 war er im Kreisamt Brünn beschäftigt, von 1811 bis 1813 war er auch als Redakteur der „Brünner Zeitung“ tätig und gab das Unterhaltungsblatt „Moravia“ heraus. 1816 verließ er den Staatsdienst und trat kurz darauf in die eben gegründete privilegierte Österreichische Nationalbank ein, deren General-Sekretär er 1826 wurde. Während seiner Amtsführung stand Mannagetta vor dem schwierigen Problem des ständigen Rückganges des Metallschatzes. Durch Ankauf von Silberbarren im Ausland versuchte er diesem Übel abzuhelfen, was aber nicht gelang, da im gleichen Maße eine Vermehrung des Banknotenumlaufes stattfand. Erst 1832 ergab sich eine leichte Besserung (das Deckungsverhältnis betrug ca. 20 %), die aber vielleicht auf die günstige Wendung der politischen Konjunktur zurückzuführen war. In den folgenden Jahren ergab sich wieder eine Verschlechterung der Währungsdeckung, die 1840 ihren Tiefpunkt mit 9,1 % erreichte. Von da ab war ein starkes Eingreifen der Regierung zu verzeichnen, gegen das er ziemlich machtlos war. 1841 wurde das Privilegium des Noteninstitutes erneuert, wobei die Unabhängigkeit der Bank fast vollständig verlorenging.
Mannagettas schriftstellerische Arbeiten zeigen Volksverbundenheit und hohes Kulturbewusstsein. Einzelne seiner Theaterstücke waren durch die Romane von Scott beeinflusst. Seine Dramen wurden auf den Hofbühnen in Wien, München und Berlin aufgeführt.

## Werke
- Hiltrude, 1818
- Oskar. Saide. Leonore, 1818
- Das Haus Mac Alva, 1819